# Reynaldo Hahn
Reynaldo Hahn de Echenagucia (Caracas, Venezuela, 9 de agosto de 1874-París, Francia, 28 de enero de 1947) fue un compositor, cantante, pianista y director de orquesta y crítico musical francés, venezolano y alemán. Se radicó desde muy niño en Francia y poseía, además, la nacionalidad alemana. Fue amante del escritor Marcel Proust durante dos años, aunque la amistad duraría hasta la muerte de este último. Escribió canciones en la tradición clásica francesa de la mélodie, con un sabor a fin de siècle. Entre estas canciones destacan Si mes vers avaient des ailes, À Chloris (escrita en un estilo barroquizante en homenaje a Johann Sebastian Bach) y Quand la nuit n'est pas étoilée (adaptación del poema de Victor Hugo). También compuso óperas, operetas, música de cámara y música orquestal.

## Niño prodigio

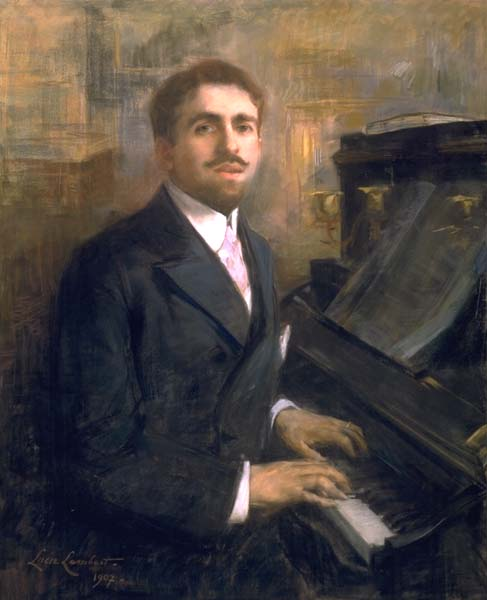
Reynaldo Hahn, retratado por Lucie Lambert (1907)

Fue el menor de doce hermanos. Su padre, Carlos Hahn, fue un rico ingeniero, inventor y hombre de negocios alemán de ascendencia judía; su madre, Elena María de Echenagucia, fue una venezolana de origen vasco español. La creciente inestabilidad política durante el gobierno del general Antonio Guzmán Blanco empujó a su padre a retirarse y abandonar Venezuela. Tanto Reynaldo como su padre frecuentaron posteriormente la capital venezolana, aunque jamás volvió a vivir en ésta.
Hahn tenía tan solo tres años cuando su familia viajó a París, y no cabe duda sobre el enorme impacto que este traslado tendría en el futuro compositor. A pesar de que siempre mostró un enorme interés por la música nativa de la Caracas de su niñez, Francia «determinaría y definiría la identidad musical de Hahn en posteriores etapas de su vida». La ciudad y su oferta cultural —la Ópera de París, el Ballet de la Ópera de París, la Ópera Cómica—, además del nexo con artistas y escritores, debió de ser un escenario ideal para el precoz Hahn.
Como niño prodigio, Reynaldo hizo su debut «profesional» en el salón de la princesa Matilde Bonaparte (sobrina de Napoleón). Hahn, en esta ocasión, cantó arias de Jacques Offenbach acompañándose él mismo al piano; pocos años después, a la edad de ocho años, Hahn empezaría a componer sus propias canciones.
A pesar del tradicional rechazo mostrado por el Conservatorio de París hacia los niños prodigio (es famoso el rechazo por parte de la escuela que sufrió Franz Liszt muchos años antes), Hahn accedió a la escuela a la edad de diez años. Entre sus profesores estaban Jules Massenet, Charles Gounod y Camille Saint-Saëns; entre sus compañeros destacaron Alfred Cortot y Maurice Ravel. Fue crítico musical del periódico Le Figaro de París, así como gran amigo de Sergei Diaghilev y Marcel Proust. Su amistad con este último inspiró el personaje del músico Vintelli en la conocida obra En busca del tiempo perdido. Hahn participó como combatiente de la infantería francesa durante la Primera Guerra Mundial. En el frente compuso el ciclo de cinco canciones inspiradas en poemas de Robert Louis Stevenson y parte de la ópera  Le Marchand de Venise, inspirada en la obra homónima de William Shakespeare. En 1924 el gobierno del presidente Alexandre Millerand le confirió la Legión de Honor.
Actuó en varias oportunidades como director invitado en el Festival de Salzburgo y como empresario en el Teatro de la Ópera de Montecarlo. Durante la ocupación de los nazis en Francia se refugió en el Principado de Mónaco por su condición judía. Al finalizar la Segunda Guerra Mundial, de vuelta en París en 1945, es elegido miembro de la Academia de Bellas Artes de Francia tras la muerte de Alfred Bachelet, y fue designado director de la Ópera de París. Mantuvo el cargo hasta 1947, cuando murió víctima de un tumor cerebral. Fue enterrado con honores en el cementerio Père Lachaise de París.